# Камара, Усман (французский футболист)
Усма́н Камара́ (фр. Ousmane Camara; род. 6 марта 2003, Гайяк, Тарн) — французский футболист, защитник клуба «Анже».

## Клубная карьера
Камара — воспитанник клубов «Кап-Верт» и «Париж». 22 августа 2020 года в матче против «Шамбли» он дебютировал в Лиге 2 в составе последнего. Летом 2022 года Камара перешёл в «Анже», подписав контракт на 4 года. 28 августа в матче против «Труа» он дебютировал в Лиге 1.

## Международная карьера
В 2022 году в составе юношеской сборной Франции Камара принял участие в юношеском чемпионате Европы в Словакии. На турнире он сыграл в матчах против команд Словакии, Румынии, Италии и Израиля.
В 2023 году в составе молодёжной сборной Франции Камара принял участие в молодёжном чемпионате мира в Аргентине. На турнире он сыграл в матчах против команд Гамбии и Гондураса.